# Електрифікація
Електрифікація — процес впровадження у господарстві та побуті електричної енергії. Єдиний у часі процес виробництва, розподілу й споживання електроенергії.

## Історія
Широке значення терміна, наприклад, в історії техніки, економічній історії та економічному розвитку, зазвичай застосовується до регіону чи національної економіки. Загалом кажучи, електрифікація була розбудовою систем виробництва та розподілу електроенергії, яка мала місце у Великій Британії, Сполучених Штатах та інших тепер розвинених країнах із середини 1880-х років приблизно до 1950 року та все ще триває в сільській місцевості в деяких країнах, що розвиваються. Це включало перехід у виробництві від лінійного вала та пасової передачі з використанням парових машин і енергії води до електродвигунів.
Електрифікація окремих секторів економіки називається такими термінами, як електрифікація заводів, електрифікація домогосподарств, електрифікація сільської місцевості, електрифікація авіації або електрифікація залізниці. Електрифікація також може застосовуватися до зміни промислових процесів, таких як плавлення, відділення або рафінування від нагрівання вугілля чи коксу, або хімічних процесів до певного типу електричних процесів, таких як електродугова піч, електричне індукційне чи резистивне нагрівання, або електроліз чи електролітичне розділення.
Національна інженерна академія США  назвала електрифікацію «найбільшим інженерним досягненням 20-го століття», і вона продовжується як у багатих, так і в бідних країнах.

### Електрифікація України
Електричне освітлення наприкінці XIX ст. мали Київ (Київенерго), Одеса, Харків, Катеринослав, Житомир, Бердичів, Тернопіль (від 1897), …